# Schlagers julsingel
Schlagers julsingel var en julsingel som utgavs av den gamla rocktidningen Schlager. Skivan utkom i juletider 1980.

## Låtlista
1. Anders F Rönnblom & OK Brothers Band – Det är inte snön som faller
2. Ebba Grön – Nu släckas tusen människoliv ("Nu tändas tusen juleljus")